# 동독 커피 위기

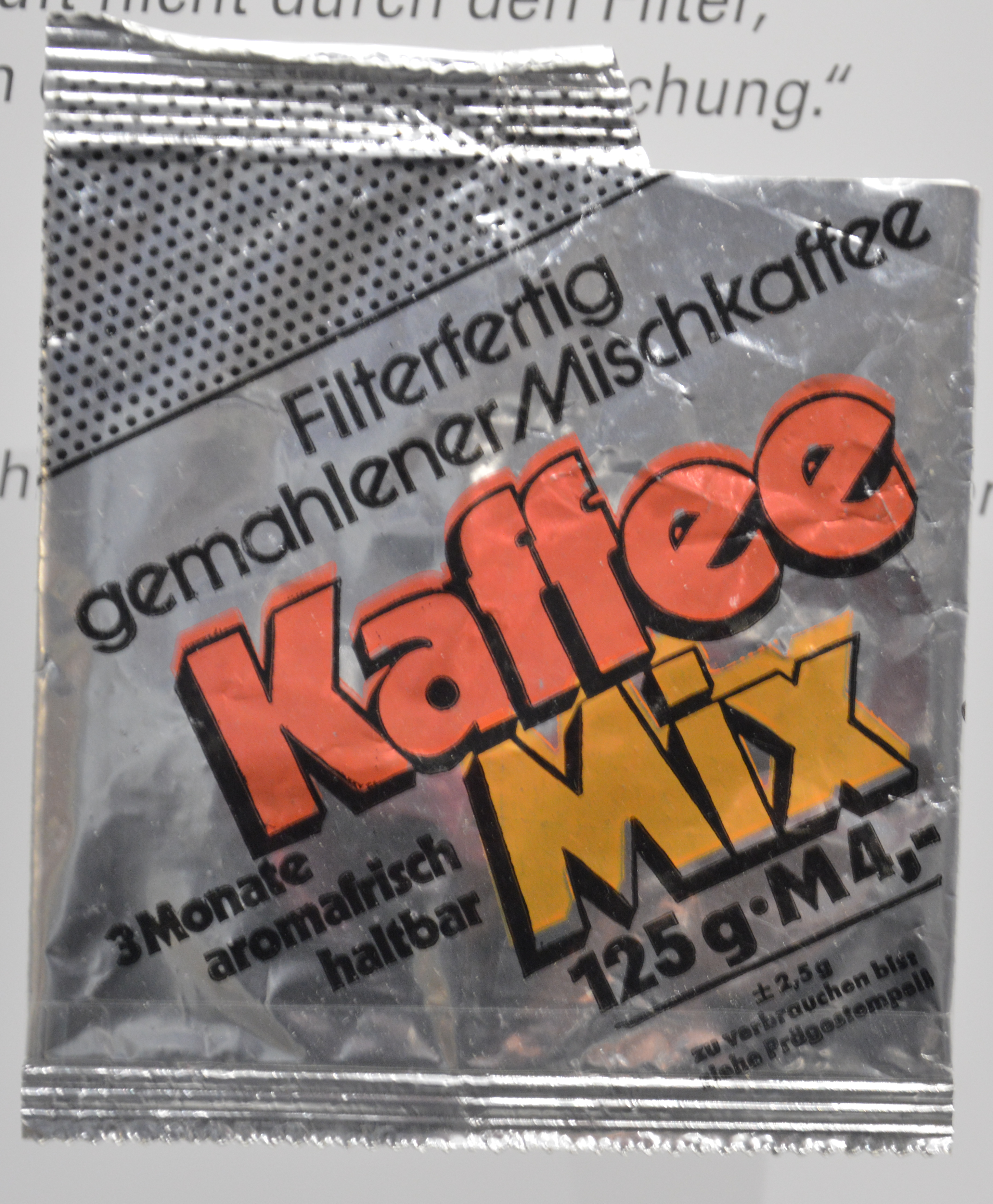
커피 원두 함유량이 51%였던 대체 커피 카페 믹스(Kaffee Mix)

동독 커피 위기는 1970년대 후반 동독에서 발생했던 커피 공급 부족 사태였다. 당시 세계적으로 커피 작황이 좋지 않았기 때문에 동독의 경제력으로는 세계 시장에서 커피를 수입하기 힘들었다. 이를 해결하기 위하여 동독 정부에서는 아프리카와 아시아의 커피 생산국에 무기와 장비 등을 수출하여 커피를 수입했다.

## 배경
1945년 이후 소련 점령지에서 커피는 결핍경제의 영향을 크게 받았다. 동독의 최초 커피 수입국은 소련이었다. 1954년부터 소련에서의 커피 수입이 중단되자 공급 문제가 발생했고 원자재 수출을 통해서 벌어들인 외화로 다른 곳에서 커피를 수입해야 했다. 1957년부터는 동독에서 로스트 커피 뢰스트파인(Röstfein)이 생산되었다. 1970년대까지는 동독의 경제 계획에서 커피가 큰 비중을 차지하고 있었으며, 수요의 약 20%를 서독에서의 비공식적인 수입으로 충당했다. 1960년대부터는 동독에서 기본적인 생필품의 공급은 안정화되었지만 사치재 및 고급 소비재는 여전히 공급이 부족했다. 제과류, 담배, 주류 등의 기호식품 외에도 커피가 포함되었으며, 1970년대 동독에서의 1인당 연간 커피 소비량은 원두 기준 3.6 kg이었다. 당시 동독에서 커피 구입을 위한 지출은 33억 동독 마르크였으며, 이는 가구에 소비된 지출과 유사했고 신발에 소비된 지출의 약 두 배였다.
1977년 동독에서는 커피 등의 외화로만 구매 가능했던 상품의 공급 문제가 발생했다. 동독에서 발생한 커피 위기는 세계 커피 시장에도 영향을 주었다. 동독의 외교 및 개발 원조 정책에도 영향을 주었고 경제화 정책에도 영향을 주었다. 동독에서는 커피 생산국에 무기와 차량 등을 수출하고 커피를 수입하는 구상무역을 진행하기도 했다.

## 1977년 커피 위기
1976년에는 대형 커피 위기가 발생했다. 브라질산 커피의 흉작으로 인하여 세계적인 커피 가격이 상승했으며 동독에서는 커피 수입을 위하여 당시 연간 예산으로 배정한 1억 5000만 서독 마르크의 약 6배에 달하는 7억 서독 마르크 또는 3억 미국 달러를 지출해야 했다. 당시 코메콘에서는 내부 석유 거래 가격을 지난 5년간의 세계 시장 가격 평균으로 결정했기 때문에 오일 쇼크의 여파로 인한 유가 상승은 동독에는 1970년대 중반이 되어서야 영향을 주었다. 동독의 집권당이었던 사회주의통일당에서는 석유 수입을 위한 외화 충당을 위해서 식료품 및 기호식품의 수입을 통제했다.
대외무역부 장관이었던 알렉산더 샬크골로트코프스키는 커피 수입을 중단할 것을 권유했으나, 사회주의통일당 중앙위원회 구성원이었던 베르너 람베르츠(Werner Lamberz)의 지시로 에티오피아 등에서 무기 수출 및 구상무역을 통해서 커피 수입을 계속할 수 있었다. 당시 가장 저렴했던 코스타(Kosta) 커피는 판매가 중단되었고 이보다 12.5% 비쌌던 론도(Rondo) 및 25% 비쌌던 모나(Mona)가 판매되었다. 또한 50%가 대체 커피로 구성된 카페믹스(Kaffee-Mix)의 판매가 시작되었다. 커피 배급제는 도입되지 않았고, 동독 정부에서는 여전히 서독의 친척을 통해서 커피 수급이 가능할 것이라고 예상하고 있었다. 그러나 동독에서 서독으로 보내는 인기 있는 선물이었던 슈톨렌에 포함되는 아몬드, 건포도, 오렌지 과육은 여전히 수입해야 했기 때문에 경제 문제는 여전했다. 1978년에 샬크골로트코프스키는 슈톨렌 선물을 금지하려고 했으나 실행되지는 않았다.
동독 국민들은 대체 커피를 거부했고 커피 수급 불안정을 일상 생활에 악영향을 주는 것으로 취급했다. 대체 커피는 서독의 커피 브랜드 야코프스 크뢰눙(Jacobs Krönung)에서 따 온 에리히스 크뢰눙(Erichs Krönung)과 같은 멸칭으로 불렸다. 대체 커피에는 대두 단백이 포함되어 있었고, 열과 압력으로 인하여 단백질이 변성되었기 때문에 필터 막힘 및 커피 머신 고장을 유발했다. 다양한 계층에서의 불만과 청원이 접수되기도 했고 시위가 발생하기도 했다. 1978년 이후에는 커피 가격이 정상화되었으나 커피 수입을 위한 외화 소비는 1980년대 동독에서의 주요 정치 문제 중 하나였고 계속되는 공급 부족은 정치적인 위기를 초래했다. 1975년부터 1977년까지 동독에서의 커피 소비량의 약 20-25%는 서독에서의 친척이 보내 주는 것으로 충당되었다. 커피는  기호 식품 이외에도 원유 다음으로 중요한 주요 무역품의 위치를 차지하게 되었다.

## 서독에의 영향
1977년 서독에서는 커피 가격이 인상되었지만 공급 부족 문제는 발생하지 않았고, 그 대신 저가 커피 시장이 발달했다. 그 해에는 대체 커피 카로 미트(Caro mit), 요타슈포르트(Jota-Sport), 아로마타(Aromata), 로가 할브운트할브(Rogga halb & halb) 등이 발매되었으나 큰 인기를 끌지는 못했다. 치보와 에두쇼 등 커피 소매점에서는 1970년대부터 커피와 논푸드 상품을 같이 취급하기 시작했다.

## 베트남의 커피 산업에 준 영향
동독과 북베트남은 사회주의 체제를 공유했던 분단 국가라는 특성으로 친밀한 관계를 유지했고, 통일 이후 독일과 베트남의 관계에도 영향을 주었다. 당시 베트남에서는 1920년대 후반부터 프랑스 식민 지배의 영향으로 커피 재배가 시작되었다. 동독의 커피 위기가 시작되었던 1975년부터 베트남에서는 로부스타 커피 재배가 시작되었다. 로부스타 커피는 더 빠르게 자랐고, 기계화된 수확이 가능했고, 카페인 함유량이 높으며 베트남 중부 고원 지방의 기후에도 적합했다. 반면 아라비카 커피에 비해서 품질과 가격은 낮았다.
1977년 커피 위기를 계기로 1980년과 1986년에는 동독과 베트남 정부간 계약이 체결되었다. 동독에서는 커피 생산에 필요한 시설과 기계를 지원하고, 베트남에서는 커피 재배 면적을 600 헥타르에서 8600 헥타르로 확대하며, 동독에서 베트남 농업 교육을 진행했다. 동독에서는 비엣둑 콤비나트(Kombinat Việt-Đức) 설립, 차량, 설비, 관개 시설을 지원했고, 약 2000만 달러를 들여서 부온마투옷 인근에 드라이린 수력발전소를 건설했다. 해안 지대에서 약 1만 명이 새로 건설된 농장 지대로 이주할 예정이었기 때문에 주거 및 상업 시설도 동독의 지원으로 건설되었다. 이를 대가로 동독에서는 향후 20년간 베트남 커피 생산량의 50%를 공급받을 예정이었다. 커피는 재배 후 수확까지 8년이 걸리는데, 첫 수확이 진행된 1990년에는 동독 정권이 붕괴했다.
그 결과 베트남에서는 세계 시장으로 수출을 모색했고, 미국과 베트남의 관계가 정상화되면서 브라질에 이은 세계 2위 커피 수출국으로 부상할 수 있었다. 2001년에는 초과 생산으로 인하여 세계적인 커피 위기가 발생했다. 2016년 기준 베트남 커피의 최대 수입국은 독일이다.